# 養父郡 (佐賀県)
- 令制国一覧 > 西海道 > 肥前国 > 養父郡
- 日本 > 九州地方 > 佐賀県 > 養父郡

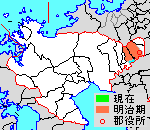
佐賀県養父郡の位置（水色：後に他郡から編入した区域）

養父郡（やぶぐん）は、佐賀県（肥前国）にあった郡。

## 郡域
1878年（明治11年）に行政区画として発足した当時の郡域は、下記の区域にあたる。
- 鳥栖市の一部（概ね牛原町、養父町、宿町、本町、古野町、本鳥栖町、藤木町、高田町より南西および土井町・鎗田町の各一部[1]）
- 三養基郡みやき町の一部（蓑原・原古賀・白壁・東尾・中津隈）[2]

## 歴史

### 古代
養父郡は、古くは「肥前国風土記」「和名抄」に見えて、「和名抄」では「夜不」と記す。
郡名の由来は、「肥前国風土記」で景行天皇の行幸のさいに、天皇の犬がほえていたが、産婦から犬が見られたら犬はほえるのを止めた。これによって犬の声が止む国」と名付けられて、それが転じて養父郡となった。

#### 郷
「肥前国風土記」は、４郷のうち鳥樔・曰理・狭山の３郷があげれる。一方、「和名抄」では、４郷で鳥栖・狭山・屋田・養父で４郷をあげている。
- 鳥樔（鳥栖）郷…現在の鳥栖市本鳥栖町を中心する地域と比定。
- 曰理（屋田）郷…鳥栖市南東の水屋・高田付近で筑後川流域に比定。
- 狭山郷…鳥栖市西南の旭町一帯に比定。
- 養父郷…鳥栖市麓町牛原の養父一帯で比定。

鳥樔（鳥栖）は、応神天皇のときに、鳥屋をこの郷に造り多くの鳥を飼っていて、朝廷に献上していた。これにより鳥屋郷と呼ばれて、のちに改めて鳥樔郷となった。
曰理郷（後の屋田郷）は景行天皇が行幸のさいに、生葉山（後の浮羽）で船の材料を集めて、高良山で船をこぐ梶の材料を集めて船を造った。その船で人々が川を渡れるようになったので、曰理郷となった。
狭山郷は景行天皇が行幸したさいに、この山にある狭山の仮宮から四方を眺望すると見渡しが良かった。これによって分明村（さやけむら）と呼ばれるて、狭山郷と呼ばれた。

#### 式内社
『延喜式』神名帳に記される郡内の式内社。
Template:肥前国養父郡の式内社一覧
| 神名帳     | 神名帳 | 神名帳 | 神名帳 | 比定社 | 比定社 | 比定社 | 集成 |
| 社名       | 読み   | 格     | 付記   | 社名   | 所在地 | 備考   | 集成 |
| ---------- | ------ | ------ | ------ | ------ | ------ | ------ | ---- |
| 凡例を表示 |        |        |        |        |        |        |      |

### 中世

#### 荘園と公領
『河上神社文書』の正応5年（1292年）の河上宮造営用途支配惣田数注文によると、
安楽寺御領（安楽寺天満宮）
- 鳥栖荘４５丁２反

荘園分
- 養父荘…２７丁。元３０丁内３丁千栗宮領云々
- 村田荘…１２７丁
- 綾部荘…７０丁[5]
- 中津隈荘…１６０丁[6]

公田分
- 養父東郷…２３２丁２反
- 養父西郷…１９３丁６反内[7]

とある。

#### 武家の勢力
室町時代の主な勢力は少弐氏の一族の筑紫氏と朝日氏である。筑紫氏は基肄郡、養父郡および筑前にも勢力
を広げていた。同族の朝日氏は、鳥栖市の朝日山城を拠点としたが筑紫氏に従属している。

### 近世
江戸時代には佐賀藩領と対馬藩領に分かれた。郡内の11村のうち、北半分の真木村、藤木村、鳥栖村、宿村、牛原村は5村は対馬藩領。南半分の轟木村、下野村、儀徳村、江島村、立石村、山浦村は６村は佐賀藩領である。
佐賀藩は、蓑原村、原古賀村、白壁村、東尾村、中津隈村の5村を西方の三根郡から編入して、11村に再編している。
鳥栖市村田には、佐賀藩「親類」の村田鍋島家（肥前藩内6000石（物成2400石）・藩主一門）があり、初代は鍋島茂英である。みやき町白石には、佐賀藩「親類」の白石鍋島家（佐賀藩内2万277石（物成8111石）・藩主一門）があり、初代は鍋島直弘である。また、みやき町簑原には佐賀藩「家老家」である深堀鍋島家の地米高327石の所領があり、初代は深堀純賢である。

### 近世以降の沿革
- 「旧高旧領取調帳」に記載されている明治初年時点での支配は以下の通り。（16村）

| 知行 | 知行       | 村数 | 村名                                                                                       |
| ---- | ---------- | ---- | ------------------------------------------------------------------------------------------ |
| 藩領 | 肥前佐賀藩 | 11村 | 轟木村、下野村、儀徳村、江島村、立石村、蓑原村、原古賀村、白壁村、東尾村、中津隈村、山浦村 |
| 藩領 | 対馬府中藩 | 5村  | 真木村、藤木村、鳥栖村、宿村、牛原村                                                       |

- 明治2年8月7日（1869年9月12日） - 府中藩が改称して厳原藩となる。
- 明治4年
  - 7月14日（1871年8月29日） - 廃藩置県により、藩領が佐賀県（第1次）、厳原県の管轄となる。
  - 11月14日（1871年12月25日） - 第1次府県統合により伊万里県の管轄となる。
- 明治5年5月29日（1872年7月4日） - 佐賀県（第2次）の管轄となる。
- 明治9年（1876年）
  - 4月18日 - 第2次府県統合により三潴県の管轄となる。
  - 8月21日 - 長崎県の管轄となる。

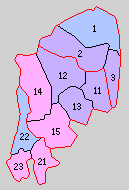
11.轟木村 12.麓村 13.旭村 14.中原村 15.北茂安村（紫：鳥栖市 桃：三養基郡みやき町 1 - 3は基肄郡 21 - 23は三根郡）

- 明治11年（1878年）10月28日 - 郡区町村編制法の長崎県での施行により、行政区画としての養父郡が発足。「基肄養父三根郡役所」が轟木村に設置され、基肄郡・三根郡とともに管轄。
- 明治16年（1883年）5月9日 - 佐賀県（第3次）の管轄となる。
- 明治22年（1889年）4月1日 - 町村制の施行により、以下の各村が発足。特記以外は全域が現・鳥栖市。（5村）
  - 轟木村 ← 轟木村、藤木村、真木村、鳥栖村
  - 麓村 ← 宿村、立石村、山浦村、牛原村
  - 旭村 ← 江島村、儀徳村、下野村
  - 中原村 ← 蓑原村、原古賀村（現・三養基郡みやき町）
  - 北茂安村 ← 東尾村、中津隈村、白壁村、三根郡江口村（現・三養基郡みやき町）
- 明治29年（1896年）4月1日 - 「基肄養父三根郡役所」の管轄区域をもって三養基郡が発足。同日養父郡廃止。

## 行政
長崎県基肄・養父・三根郡長
| 代 | 氏名 | 就任年月日                 | 退任年月日               | 備考         |
| -- | ---- | -------------------------- | ------------------------ | ------------ |
| 1  |      | 明治11年（1878年）10月28日 |                          |              |
|    |      |                            | 明治16年（1883年）5月8日 | 佐賀県に移管 |

佐賀県基肄・養父・三根郡長
| 代 | 氏名 | 就任年月日               | 退任年月日                | 備考                                   |
| -- | ---- | ------------------------ | ------------------------- | -------------------------------------- |
| 1  |      | 明治16年（1883年）5月9日 |                           |                                        |
|    |      |                          | 明治29年（1896年）3月31日 | 基肄郡・三根郡との合併により養父郡廃止 |